# Athysanus laurae
Athysanus laurae är en insektsart som beskrevs av Ferrari 1884. Athysanus laurae ingår i släktet Athysanus och familjen dvärgstritar. Inga underarter finns listade i Catalogue of Life.